# Lijst van rijksmonumenten in Ruinerwold
De plaats Ruinerwold telt 28 inschrijvingen in het rijksmonumentenregister. Hieronder een overzicht. 
| Object                                                                                        | Oorspronkelijke functie? | Bouwjaar                                                                  | Architect     | Locatie             | Coördinaten?                  | Nr.?   | Afbeelding                                                                                               |
| --------------------------------------------------------------------------------------------- | ------------------------ | ------------------------------------------------------------------------- | ------------- | ------------------- | ----------------------------- | ------ | --- |
| Haakswold                                                                                     | Boerderij                | midden 18e eeuw 1786 (woondeel)                                           |               | Boerpad 12          | 52° 43' 14" NB, 6° 13' 58" OL | 32984  | Meer afbeeldingen                                                                                        |
| De Karstenhoeve                                                                               | Boerderij                | 1614 18e eeuw en later (verb.)                                            |               | Dr. Larijweg 21     | 52° 43' 37" NB, 6° 14' 55" OL | 32985  | Meer afbeeldingen                                                                                        |
| Boerderij met eenvoudig huis                                                                  | Boerderij                | ca. 1800                                                                  |               | Dr. Larijweg 22     | 52° 43' 37" NB, 6° 14' 55" OL | 32986  | Boerderij met eenvoudig huis                                                                             |
| Hallenhuisboerderij, hoofdgebouw                                                              | Boerderij                | 1735 1790 (verb.) 18e eeuw (verb.) 1845 (verb.) 1938 (verb. bedrijfsdeel) |               | Dr. Larijweg 60     | 52° 43' 55" NB, 6° 15' 35" OL | 32987  | Meer afbeeldingen                                                                                        |
| Boerderij met achterbaander                                                                   | Boerderij                | 17e eeuw (kern) 1756 (ouderwoning)                                        |               | Dr. Larijweg 72     | 52° 44' 3" NB, 6° 15' 55" OL  | 32988  | Meer afbeeldingen                                                                                        |
| Boerderij met achterbaander onder aan voorzijde afgewolfd schilddak                           | Boerderij                | ca. 1870                                                                  |               | Buitenhuizerweg 11  | 52° 43' 0" NB, 6° 16' 31" OL  | 46878  | Meer afbeeldingen                                                                                        |
| Dubbele woning onder pannengedekt wolfsdak (hoort bij Dijkhuizen 6)                           | Woonhuis                 | 19e eeuw                                                                  |               | Dijkhuizen 2        | 52° 43' 16" NB, 6° 14' 43" OL | 46879  | Dubbele woning onder pannengedekt wolfsdak (hoort bij Dijkhuizen 6)                                      |
| Boerderij met zijbaander en voorhuis onder schilddak                                          | Boerderij                | 1860                                                                      |               | Dijkhuizen 6        | 52° 43' 17" NB, 6° 14' 44" OL | 46880  | Meer afbeeldingen                                                                                        |
| Boerderij met aangebouwde bijschuur, losse schuur en bakhuis                                  | Boerderij                | ca. 1870                                                                  |               | Dr. Larijweg 41     | 52° 43' 43" NB, 6° 15' 10" OL | 46881  | Meer afbeeldingen                                                                                        |
| Boerderij met zijbaander onder afgewolfd rieten schilddak met licht overstek                  | Boerderij                | 18e eeuw                                                                  |               | Dr. Larijweg 121    | 52° 44' 39" NB, 6° 17' 1" OL  | 46882  | Meer afbeeldingen                                                                                        |
| Hallenhuisboerderij, bakhuis                                                                  | Boerderij                | late 18e eeuw                                                             |               | bij Dr. Larijweg 60 | 52° 43' 55" NB, 6° 15' 35" OL | 389057 | Upload foto                                                                                              |
| Hallenhuisboerderij, schuur                                                                   | Boerderij                | midden 18e eeuw                                                           |               | bij Dr. Larijweg 60 | 52° 43' 55" NB, 6° 15' 35" OL | 389065 | Upload foto                                                                                              |
| Hallenhuisboerderij, varkensschuurtje                                                         | Boerderij                | late 18e eeuw 1965 (verb.)                                                |               | bij Dr. Larijweg 60 | 52° 43' 55" NB, 6° 15' 35" OL | 389073 | Upload foto                                                                                              |
| Herenboerderij met woonhuis in eclectische stijl en schuur in ambachtelijk-traditionele stijl | Boerderij                | 1901                                                                      | H. Witzand    | Haakswold 29        | 52° 42' 56" NB, 6° 13' 44" OL | 507359 | Upload foto                                                                                              |
| Herenboerderij, bijschuur                                                                     | Boerderij                | 1901                                                                      |               | bij Haakswold 29    | 52° 42' 56" NB, 6° 13' 44" OL | 507360 | Upload foto                                                                                              |
| Herenboerderij in eclectische stijl                                                           | Boerderij                | 1894                                                                      |               | Haakswold 8         | 52° 43' 7" NB, 6° 14' 9" OL   | 507362 | Herenboerderij 2 1 Herenboerderij in eclectische stijl                                                   |
| Herenboerderij in eclectische stijl, ouderwoning in de vorm van een Chinees paviljoen         | Woonhuis                 | ca. 1924                                                                  |               | Haakswold 10        | 52° 43' 7" NB, 6° 14' 8" OL   | 507363 | Herenboerderij 2 3 Herenboerderij in eclectische stijl, ouderwoning in de vorm van een Chinees paviljoen |
| Herenboerderij in eclectische stijl, bijschuur in ambachtelijk-traditionele stijl             | Boerderij                | 1894-'95                                                                  |               | bij Haakswold 8     | 52° 43' 7" NB, 6° 14' 9" OL   | 507364 | Upload foto                                                                                              |
| Dwarsdeelboerderij in ambachtelijk-traditionele stijl                                         | Boerderij                | 1867                                                                      |               | Dijkhuizen 119      | 52° 43' 37" NB, 6° 15' 32" OL | 507372 | Upload foto                                                                                              |
| Dwarsdeelboerderij in ambachtelijk-traditionele stijl, bijschuur                              | Boerderij                | 1867                                                                      |               | bij Dijkhuizen 119  | 52° 43' 37" NB, 6° 15' 32" OL | 507373 | Upload foto                                                                                              |
| Herenboerderij met dwarsdeel in eclectische stijl                                             | Boerderij                | 1905                                                                      |               | Dijkhuizen 107      | 52° 43' 31" NB, 6° 15' 16" OL | 507375 | Upload foto                                                                                              |
| Herenboerderij met dwarsdeel in eclectische stijl, bijschuur                                  | Boerderij                | 1905-1910                                                                 |               | bij Dijkhuizen 107  | 52° 43' 31" NB, 6° 15' 16" OL | 507376 | Upload foto                                                                                              |
| Herenboerderij met Overgangsstijl-kenmerken                                                   | Boerderij                | 1909                                                                      | G. Otten Jzn. | Dijkhuizen 17       | 52° 43' 19" NB, 6° 14' 45" OL | 507378 | Meer afbeeldingen                                                                                        |
| Herenboerderij met Overgangsstijl-kenmerken, bijschuur                                        | Boerderij                | 1909                                                                      | G. Otten Jzn. | bij Dijkhuizen 17   | 52° 43' 19" NB, 6° 14' 45" OL | 507379 | Upload foto                                                                                              |
| Herenboerderij met Overgangsstijl-kenmerken, hekwerk                                          | Erfscheiding             | 1909                                                                      | G. Otten Jzn. | bij Dijkhuizen 17   | 52° 43' 19" NB, 6° 14' 45" OL | 507380 | Upload foto                                                                                              |
| Villa Gomarus                                                                                 | Boerderij                | 1899 ca. 1920 (uitbr.)                                                    | H. Witzand    | Haakswold 17        | 52° 43' 7" NB, 6° 14' 17" OL  | 507381 | Villa Gomarus                                                                                            |
| Villa in de stijl van de art nouveau (1923-1972: boerderij)                                   | Woonhuis                 | ca. 1910                                                                  |               | Haakswold 7         | 52° 43' 13" NB, 6° 14' 33" OL | 507382 | Villa in de stijl van de art nouveau(1923-1972: boerderij)                                               |
| Voorhuis in eclectische stijl van voorm. herenboerderij                                       | Boerderij                | 1892-'93 1938 (sloop bedrijfsdeel)                                        | P. Janzen     | Dijkhuizen 13-15    | 52° 43' 18" NB, 6° 14' 43" OL | 507383 | Meer afbeeldingen                                                                                        |